# Polla fuscata
Polla fuscata là một loài bướm đêm trong họ Geometridae.